# Cayo Plaucio Venón
Cayo o Gayo Plaucio Venón  fue cónsul por primera vez en 347 a. C. Su magistratura fue memorable por la reducción de los intereses de los préstamos a un vigésimo cuarto de la suma prestada o un 4,1 por ciento. Venón fue cónsul de nuevo en el año 341 a. C., cuando la guerra contra Privernum y los volscos se le encomendó a él. Derrotó a los privernates, quitándoles las dos terceras partes de su territorio, y obligó a los volscos a retirarse, asoló su territorio hasta la costa y consagró las armas de los muertos a la Diosa Madre.